# NS-Zwangsarbeit im Münsterland
Die NS-Zwangsarbeit in Münster und Umgebung ist ein lange verdrängtes Kapitel der Geschichte der Stadt Münster in der Zeit des Nationalsozialismus. Die konkreten lokalen Lebensbedingungen der Zwangsarbeiter in der Zeit des Nationalsozialismus und das Unrecht, das ihnen widerfuhr, werden erst heute zunehmend wissenschaftlich erforscht. Dabei wird vielfach auf Stadtarchive und noch lebende Zeitzeugen zurückgegriffen.

## Herkunft, Verschleppung und Zahl der Zwangsarbeiter
Zwangsarbeiter im Raum Münster stammten aus allen von den Deutschen besetzten Ländern: Polen, Frankreich, den Beneluxstaaten, Skandinavien, vor allem aber nach 1941 aus Russland und anderen von der Wehrmacht besetzten Gebieten im Osten. Sie wurden zu Tausenden teilweise als Kriegsgefangene ins Deutsche Reich transportiert, teils als billige Arbeitskräfte angeworben und dann interniert, teils als Kriegsopfer verschleppt. Unter ihnen waren oft Minderjährige, darunter viele Mädchen und junge Frauen. Allein in Greven arbeiteten während der NS-Zeit 1.700 Zwangsarbeiter.

## Arbeiten
Sie wurden in Landwirtschaft und Industrie, im Handwerk, Handel und Gewerbe, bei der Stadtverwaltung, auf Baustellen oder bei der Reichsbahn eingesetzt. Die Stadt Münster zog sie zu kommunalen Arbeiten heran oder gab sie an private Haushalte und Unternehmen ab. Meist mussten sie die kriegsbedingten Ausfälle in der Industrie ersetzen. Typische Arbeiten waren:
- Stallarbeiten (z. B. Ausmisten, Füttern), Feldarbeiten (z. B. Hacken), Heu- und Stroh laden
- Straßenreinigung
- Winterdienste, z. B. Eis hacken
- Getreide dreschen
- Bau von Luftschutzbunkern und -kellern
- Trümmer wegräumen
- Leichen bergen
- an Drehbänken arbeiten
- Brände löschen
- Müll entsorgen

Das Stadtarchiv Münster erwähnt chronologisch auch folgende Firmen und Einsatzorte, in denen Zwangsarbeiter eingesetzt wurden: Parkettbodenfabrik Theissing, Holzhandlung Willbrand, Rüstungsbetrieb Winkhaus, Bauarbeiten am Rathaus, Eisenbahn in Hiltrup, Firma Rincklake, Zimmerei Geringhoff, Flugzeugfabrik Ludwig Hansen (mit mindestens 800 Zwangsarbeitern für die unterirdische Flugzeugproduktion in einem RB Tunnel bei Wuppertal), Stadtwerke Münster (Straßenräumung, Müllabfuhr), Auslagerung der Stadtverwaltung, städtischer Fuhrpark, Kolonialwarengroßhandlung in der Aegidiistraße, bei der Hengstkörung am Albersloher Weg, Post, Reichsbahn, Auslagerung von Akten und Möbeln aus dem Stadtarchiv, Bauhandwerk, Reparaturarbeiten am Stadtweinhaus, Straßenpflasterung, Maschinenfabrik Gebr. Hagedorn & Co. u. a.
Ab Sommer 1944 wurden 4.078 „ausländische“ zivile Zwangsarbeiter im Bereich des Arbeitsamtes Münster eingesetzt, davon 2.869 Frauen und 1.209 Männer. 3.397 Zwangsarbeiter arbeiteten in der münsterischen Industrie, davon 2.993 in Ziegeleien und im Baugewerbe und 202 in der Eisen- und Stahlindustrie.
Die Arbeitsbedingungen waren – besonders für die so genannten Ostarbeiter – sehr hart: Man wurde nicht angelernt und musste in der Regel um die 10 Stunden täglich körperliche Schwerstarbeit leisten, auch nachts und an den Wochenenden. Die Arbeitszeiten wurden ab September 1944 für alle, auch Frauen und Kinder, nochmals erhöht. Die geringe Entlohnung fiel nicht ins Gewicht, da die Unterkünfte zum Teil davon bezahlt werden mussten. Bei gleichzeitiger mangelhafter Versorgung waren Arbeitsunfälle und Todesfälle daher vorbestimmt und an der Tagesordnung.

## Unterbringung und Versorgung
Zwangsarbeiter wurden nur selten in Privatquartieren, sondern meist in dazu eingerichteten Lagern untergebracht. Diese waren meist mit Stacheldraht umzäunt und wurden streng bewacht. Als Notunterkünfte dienten auch Kasernen, Gaststättensäle, Schulen, Firmen-Baracken und Gefängnisse. Diese Massenquartiere waren oft überbelegt und menschenunwürdig.
In Münster und Umgebung wurden bisher mehr als 180 Unterbringungsstätten ermittelt. Details über die Belegungsstärke einer Unterkunft, ihre Ausstattung und die Zuordnung der Insassen sind in einer Datenbank der Stadt Münster zugänglich.
Lager in Handorf (Januar 1940)
Gemeinschaftslager Kaldenhofer Weg 92 (von 1939 bis 1945)
- Fliegerhorst Loddenheide (Januar 1940)
- Fliegerhorst Hornheide (Januar 1940)
- DAF-Lager Angelmodde (Januar 1940)
- DAF-Lager Mecklenbeck (Januar 1940)
- DAF-Lager Waldfrieden Hiltrup (Januar 1940)
- Lager für französische Kriegsgefangene in Kinderhaus (ab September 1940, ab Januar 1942 Verlegung an die Schleuse des Dortmund-Ems-Kanals, kurz darauf erneuter Umzug in das Lager des Hochbauamtes Turnerbad)
- Oflag VI D am Hohen Heckenweg (Offiziersgefangenenlager für Franzosen)
- Lager für sowjetische Kriegsgefangene an der Halle Münsterland (Januar 1942)
- Lager in Angelmodde für sowjetische Kriegsgefangene (Januar 1942)
- Lager an der Schleuse des Dortmund-Ems-Kanals für sowjetische Kriegsgefangene (Januar 1942)
- Lager in Handorf-Dorbaum für sowjetische Kriegsgefangene (Januar 1943)
- Zentrales Entbindungs- und Abtreibungslager für Ostarbeiterinnen und Polinnen in Waltrop
- Der Zwinger – ein mittelalterlicher Gefangenenturm – wird zum Gefängnis für ca. 200 ausländische Häftlinge. Er dient dem Verhör, der Hinrichtung und als Ausgangspunkt für die Deportation in Konzentrationslager. (ab Oktober 1943)
- Das Stammlager VI F Bocholt wird wegen der heranrückenden Alliierten mit ca. 5.000 sowjetischen Kriegsgefangenen nach Münster (Hoher Heckenweg) verlegt (September bis November 1944)

## Regeln
Die Rassenideologie der Nationalsozialisten verbot Kontakte zwischen Deutschen und Ausländern. Besonders „Ostarbeiter“ galten als „slawische Untermenschen“. Um sie zu isolieren und abzuschirmen, wurde ein dichtes Netz aus diskriminierenden Kontrollen und Strafen geschaffen. In den Städten des Münsterlands warnten Plakate vor den „Fremdvölkischen“. Nur Gestapo und Polizeiangehörige durften die Lager betreten. Den Deutschen wurde jeder Umgang mit Polen und Russen verboten, Geschlechtsverkehr wurde besonders schwer geahndet.
Die Polen mussten ab 8. März 1940 ein deutlich sichtbares „P“-Kennzeichen auf der Kleidung tragen, die sowjetischen Gefangenen ab 1942 ein „OST“-Abzeichen. Sowjetische Kriegsgefangene trugen auf der Rückseite ihrer Uniformjacke die aufgenähten Buchstaben „SU“. Ihre Bewegungsfreiheit wurde stark eingeschränkt: Ab 20 bzw. 21 Uhr abends herrschte ein strenges Ausgehverbot. Sie durften öffentliche Verkehrsmittel nur in Ausnahmefällen mit schriftlicher Genehmigung der Ortspolizei benutzen und keine kulturellen, geselligen oder kirchlichen Veranstaltungen oder Gaststätten besuchen. Auch während der Arbeit sollte der Kontakt auf ein Mindestmaß reduziert werden. Zuwiderhandlungen waren sofort zu melden.

## Kontrollen und Strafen
Gestapo und Polizei belegten Verfehlungen oder Flucht mit drastischen Strafen: Prügel, Verpflegungsentzug, Arrest, Überstellung in ein Konzentrationslager oder ab Ende 1940 die zeitweilige Einweisung in „Arbeitserziehungslager“ (AEL), die Konzentrationslager der regionalen Gestapo.
Besonders Zwangsarbeiterinnen waren in den Betrieben häufig sexuellen Belästigungen deutscher Arbeiter ausgesetzt. Kam es dabei zum Streit, wurden stets nur die beteiligten Ausländer bestraft. Gefängnis und Prügel hinterließen oft bleibende psychische und körperliche Schäden bei den Opfern. In Münster erinnerte sich zum Beispiel die Russin Alexandra Teslenko an die Behandlung eines Serben, der sie schützen wollte und nach drei Monaten Gefängnis gebrochen zurückkam.
Am 24. Januar 1945 erließ die Gestapoleitstelle Münster den Befehl, mit besonderer Härte gegen Verfehlungen von Zwangsarbeitern vorzugehen. Am 24. März 1945 erging eine Rundverfügung, die eine Isolierung aller Fremdarbeiter verlangte.

## Hinrichtungen
Hinrichtungen von Zwangsarbeitern konnten schon aufgrund von ungeprüften Vorwürfen, etwa durch Denunziation, durchgeführt werden. Solche Hinrichtungen fanden öffentlich am Zwinger in Münster, aber auch nichtöffentlich im Münsterland statt. Als Beispiel für zwei Einzelschicksale seien hier die Hinrichtungen in den Bockholter Bergen bei Greven genannt: Dort wurden am 14. August 1942 die polnischen Zwangsarbeiter Franciszek Banaś (geb. 7. Juni 1914) aus Ujsoły und Wacław Ceglewski (geb. 13. Februar 1921) aus Ciechocinek wegen des „verbotenen Umgangs“ mit deutschen Frauen durch die Gestapo erhängt.
Diese so genannte Sonderbehandlung wurde von der Gestapoleitstelle Westfalen mit Sitz in Münster angeordnet. Es gab keine Gerichtsverfahren. Zur Einschüchterung wurden polnische Zwangsarbeiter an den Leichen vor Ort vorbeigeführt. Unter den so terrorisierten waren auch Jugendliche.
Belege für Hinrichtungen im Polizeigefängnis Münster finden sich ab dem Oktober 1943. Bislang wurde nur folgender Fall untersucht: Vom 28. auf den 29. März 1945 wurden aus unbekannten Gründen 16 Zwangsarbeiter und eine Zwangsarbeiterin aus dem Russenlager Maikotten von der Gestapo in das Polizeigefängnis gebracht. Am 29. März 1945 wurden sie von fünf Beamten der Gestapo erschossen. Ihre Papiere wurden verbrannt und die Leichen in einem Bombentrichter vergraben.
Polizeigefängnisse
- Polizeigefängnis, Syndikatplatz; (bis Herbst 1943)
- Gefängnisbaracke Kaserne, Hoher Heckenweg (nach dem Luftangriff vom 10. Oktober 1943)
- Verlegung zum Zwinger (ab März/April 1944 bis Februar 1945)
- Flügel A des Zuchthauses, Gartenstraße (ab Februar/März 1945)

## Situation der sowjetischen Zwangsarbeiter nach dem Krieg
Am 12. August 1945 begann in Münster die Repatriierung aller sowjetischen Zwangsarbeiter. Sie erwartete ein neues ungewisses Schicksal, denn viele wurden in der Heimat als Kollaborateure verdächtigt, häufig erneut inhaftiert und viele wurden hingerichtet. Erst 1956 wurde ein Großteil von ihnen begnadigt, aber erst 1992 wurden sie vollständig rehabilitiert.
Ab 1993 schloss die Bundesregierung individuelle Schadensansprüche der Zwangsarbeiter aus. Ein Wiedergutmachungs- und Stiftungsabkommen sollte die Entschädigung zwischenstaatlich regeln. 2000 beschloss der Bundestag dazu die Einrichtung der Stiftung „Erinnerung, Verantwortung und Zukunft“.

## Strafverfolgung der Täter nach 1945
Über die Täter und deren eventuelle Bestrafung nach 1945 gibt es keine Angaben. Ab 1967 lief ein Verfahren der Staatsanwaltschaft Münster gegen ehemalige Gestapobeamte der Leitstelle Münster wegen Mordes an Zwangsarbeitern, das aber 1969 eingestellt wurde.

## Medien
- Jakobi, Franz-Josef/Kenkmann, Alfons (Hrsg.): Zwangsarbeit in Münster und Umgebung 1939 bis 1945. Wahrnehmungen – Begegnungen – Verhaltensweisen, Münster 2003.
- Flemnitz, Gaby/Reddemann, Karl: Ausgebeutet für die Volksgemeinschaft. Zwangsarbeit im Münsterland während des „Dritten Reiches“. DVD mit Begleitheft, hrsg. im Auftrag des Westfälischen Landesmedienzentrums und des Geschichtsorts Villa ten Hompel, Münster 2004.
- Christoph Leclaire: Die Hinrichtung von Franciszek Banas und Waclaw Ceglewski in den Bockholter Bergen. Verfolgungsgeschichten von ZwangsarbeiterInnen in Greven, in: Grevener Geschichtsblätter 7 (2012/2013), S. 39–56.
- Ermordet in den Bockholter Bergen, Westfälische Nachrichten (Greven) 9. August 2014. (Online-Version vom 8. August 2014)
- Das Verbrechen von Bockholt, Grevener Zeitung vom 9. August 2014. (Online-Version vom 14. August 2014)